# فیلیپ فودرینگام-پارکر
فیلیپ فودرینگام-پارکر (به انگلیسی: Philip Fotheringham-Parker) (زادهٔ ۲۲ سپتامبر ۱۹۰۷ در بکنهام، کنت، درگذشتهٔ ۱۵ اکتبر ۱۹۸۱ در بکلی، ساسکس شرقی) رانندهٔ مسابقات اتومبیل‌رانی اهل انگلستان بود. او با یک خودروی مازراتی ۴سی‌ال در مرحلهٔ تمرین گراند پری ۱۹۵۱ بریتانیا شرکت کرد، اما پس از بروز نقش فنی در یکی از لوله‌های روغن خودرو، بدون کسب امتیاز از مسابقه بازنشست شد. او بعداً در همان سال و با همان خودروی مازراتی در گراند پری ۱۹۵۱ اسکاتلند، که یک مسابقهٔ جزئی فرمول یک بود، به پیروزی دست یافت.